# Baryconus rugosiceps
Baryconus rugosiceps är en stekelart som först beskrevs av Jean-Jacques Kieffer 1906.  Baryconus rugosiceps ingår i släktet Baryconus och familjen Scelionidae. Inga underarter finns listade.